# Cassià Casademont i Busquets
Cassià Casademont i Busquets (Banyoles, Pla de l'Estany, 3 de febrer de 1875 - Barcelona, 12 de febrer de 1963) fou instrumentista de violí, director d'orfeons i orquestres, i compositor d'algunes obres escèniques com l'òpera La dona d'aigua, també va compondre sardanes i obres corals.
El seu germà Josep Casademont i Busquets (Banyoles, 1866 - 1938), capellà i més tard organista d'Arenys de Mar, li va donar la mà en els primers passos de la música. De molt jove ingressà en el cor de la catedral de Girona. Estudià violí amb Joaquim Vidal i Matthieu Crickboom, i harmonia amb Eduard Frígola i més endavant amb Enric Morera. El 1900, dirigí l'orquestra de balls i concerts Els Fatxendes i diversos cors, i fundà l'Orquestra Clàssica a Sabadell. Tocà la viola a l'Orquestra Pau Casals i també a l'Orquestra Municipal. A Barcelona es feu càrrec de la direcció de diversos orfeons i, el 1908, de la Societat Coral Catalunya Nova. També dirigí altres cors com la Societat Coral L'Aliança de la Garriga.
Estrenà les òperes La dona d'aigua (1911) i La mare (1926); i va ser autor d'altres obres escèniques, com El monjo de la selva, Anacreont i Una vegada era un rei, d'Apel·les Mestres, i Flors de cingle, d'Ignasi Iglésias.
L'any 1940 se li tributà un concert homenatge en el Palau de la Música Catalana.